# Victor Kamhuka
Victor Kamhuka (sinh ngày 2 tháng 4 năm 1990) là một cầu thủ bóng đá người Zimbabwe chơi ở vị trí hậu vệ.

## Sự nghiệp
Kamhuka ra mắt đội tuyển bóng đá quốc gia Zimbabwe vào ngày 29 tháng 3 năm 2021 trong trận đấu gặp Zambia tại vòng loại Cúp bóng đá châu Phi 2021.
Tháng 2 năm 2022, anh gia nhập Đông Á Thanh Hoá với bản hợp đồng có thời hạn một năm.